# 申邦鉉
申 邦鉉（シン・バンヒョン、朝鮮語: 신방현/申邦鉉、1892年2月28日 - 1973年12月7日）は、日本統治時代の朝鮮および大韓民国の農家、政治家。正安面長、制憲韓国国会議員を歴任した。

## 経歴
忠清南道公州郡正安面出身。漢文修学を経て長い間農業を営み、解放後は正安面長、大韓啓蒙協会副委員長、大韓国民党中央常務執行委員・中央常務政治委員を務めた。1948年の初代総選挙では国会議員に当選したが、1950年の第2代総選挙では落選し、その後は再び農業を営んだ。1973年12月7日、持病により公州郡正安面の自宅で死去。享年82。